# Port lotniczy Hao
Port lotniczy Hao – port lotniczy położony w Otepa, na wyspie Hao, należącej do Polinezji Francuskiej.

## Linie lotnicze i połączenia
| Linia Lotnicza | Kierunek                |
| -------------- | ----------------------- |
| Air Tahiti     | 1. Papeete 2. Totegegie |